# 48e parallèle nord
Pour les articles homonymes, voir 48e parallèle.
En géographie, le 48e parallèle nord est le parallèle joignant les points de la surface de la Terre dont la latitude est égale à 48° nord. Il traverse l'Europe, l'Asie, l'océan Pacifique, Amérique du Nord, et l'océan Atlantique.
De plus, au solstice d'été, le jour y est presque exactement deux fois plus long que la nuit, et vice versa au solstice d'hiver.

## Régions traversées
En partant de la côte est de l'océan Pacifique et en se dirigeant vers l'est, il traverse successivement l'ouest et le centre des États-Unis : État de Washington (au nord de La Push), Idado, Montana, Dakota du Nord et Minnesota. Il traverse ensuite le lac Supérieur (au sud de l'Ontario), puis l'est du Canada : Ontario (à partir de Thunder Bay), Québec (à partir de Rouyn-Noranda, à la hauteur du lac Hébert, puis traversée du fleuve Saint-Laurent entre Baie-Sainte-Catherine et L'Isle-Verte), frontière entre le Québec (Rimouski-Neigette) et le nord du Nouveau-Brunswick (paroisse de Saint-Quentin), baie des Chaleurs (entre le Québec et le Nouveau-Brunswick), Québec de nouveau, puis Nouveau-Brunswick (de Campbellton jusqu'à Charlo et à l'île aux Hérons), baie des Chaleurs de nouveau (en passant tout juste au sud de la plage Green à New Carlisle), Nouveau-Brunswick de nouveau (île Miscou), golfe du Saint-Laurent (en passant une vingtaine de kilomètres au nord des Îles-de-la-Madeleine), puis Terre-Neuve (du nord de Cape Anguille à jusqu'à Little Hearth's Ease puis à Lower Island Cove),.

Ensuite, de la côte ouest de l'océan Atlantique en allant vers l'est, il traverse successivement les pays suivants :
- France : le parallèle aborde le continent européen à l'ouest au niveau de la commune de Esquibien (en Bretagne), continue au travers de la commune d'Audierne, de Plouhinec puis de Plozevet. Il traverse la ville de Quimper, passe au sud de Rennes dans la commune de Bourgbarré, quitte la Bretagne dans la commune de Brielles pour entrer dans la région Pays de la Loire dans la commune de Beaulieu-sur-Oudon. Il touche la célèbre commune de Loué pour atteindre Le Mans et la couper en deux, entrer dans la région Centre-Val de Loire par la commune de Souday, passer juste au sud de Châteaudun et frôler par le nord Orléans en passant par Saran. Le parallèle aborde la Bourgogne au niveau de la commune de Saint-Loup-d'Ordon, traverse Joigny, Saint-Florentin pour atteindre la région Champagne-Ardenne au niveau de la commune de Les Croutes et passer entre Chaumont et Langres par la commune de Marnay-sur-Marne. Il entre ensuite en Lorraine à Isches, passe par Bains-les-Bains et Plombières-les-bains pour atteindre l'Alsace au mont du Hohneck et traverser la région de Colmar à Herrlisheim-près-Colmar. Il quitte la France après avoir traversé Neuf-Brisach et Vogelgrun.

C'est le parallèle ayant le plus long trajet en France, sur près de 930 km. Cependant, il ne traverse que 530 communes alors que le 49e parallèle nord plus court (710 km) en traverse 840.
- Allemagne : Vieux-Brisach puis Fribourg-en-Brisgau qui sont situées juste sur le parallèle, passe juste au sud de Munich et quitte l'Allemagne par la commune de Fridolfing.
- Autriche : entre dans ce pays par la commune de Sankt Pantaleon pour la quitter dans la commune de Deutsch Jahrndorf.
- Hongrie : le parallèle passe légèrement dans ce pays par la commune de Rajka
- Slovaquie : le parallèle entre dans ce pays par la commune de Samorin.

## Frontière
Au Canada, le 48e parallèle nord forme une partie de la frontière entre le Québec (surtout la Gaspésie) et le Nouveau-Brunswick.